# Under the Sun (Mika Vandborg-album)
Under the Sun er titlen på den danske rockguitarist Mika Vandborgs debutalbum. Albummet udkom 18. februar 2003 hos det nystartede selskab Flavour Records.
Albummet, der er en blanding af halvfjerdser-rock, funk og blues, blev af musikmagasinet Gaffa kaldt "en rigtig musikerplade", da Vandborg i coveret til albummet ikke bare havde krediteret de musikere (over 40 i alt), som havde deltaget under indspilningerne, men også havde listet præcist hvilke guitartyper, der var brugt i hvert enkelt nummer.
Albummet fik i det hele taget blandede anmeldelser. Eksempelvis roste 'Dagbladet Information' Vandborgs tekniske kompetencer på guitaren, men savnede en rød tråd igennem hans "flagrende debut".

## Spor
1. "Flavour" - (04:17)
2. "Wanted" - (05:33)
3. "Forever and a Day (intro)" - (00:44)
4. "Forever and a Day" - (04:16)
5. "Ehh Office" - (00:33)
6. "A Little Fuzz" - (04:29)
7. "Under the Sun (intro)" - (01:43)
8. "Under the Sun" - (09:39)
9. "Feels Like a Stranger" - (04:51)
10. "Je Fume La Pipe" - (01:28)
11. "Electric Sparrow" - (03:48)
12. "Don't You Go Blind" - (11:00)
13. "Move On" - (05:17)
14. "She Wants My Guitar" - (03:26)
15. "G-Slide Blues" - (03:58)
16. "The Three Amigos" - (10:25)
17. "Gari" - (00:36)